# Arno Kuijlaars
Arnoldus Bernardus Jacobus Kuijlaars, né en 1963, est un mathématicien néerlandais, spécialisé dans la théorie de l'approximation.

## Carrière
Arno Kuijlaars a complété ses études de premier cycle à l'université de technologie d'Eindhoven et a reçu en 1991 son Ph.D. de l'université d'Utrecht sous la direction du professeur Emile Marie Joseph Bertin, avec une thèse intitulée Approximation of Metric Spaces with Applications in Potential Theory. Actuellement, il est professeur à la Katholieke Universiteit Leuven.

## Travaux
Une partie de ses travaux porte sur les polynomes de Faber.

## Distinctions
En 1998 il remporte le prix Popov décerné tous les trois ans. Il reçoit ce prix pour ses applications innovantes de la théorie du potentiel à divers problèmes de la théorie de l'approximation.
En 2010, il est conférencier invité au Congrès international des mathématiciens à Hyderabad. En 2011 il est élu membre correspondant de Académie royale néerlandaise des arts et des sciences. En 2013 il est élu Fellow de American Mathematical Society.

## Sélection de publications
- « Chebyshev-type quadrature and partial sums of the exponential series », Math. Comp., vol. 64,‎ 1995, p. 251–263 (MR 1250771)
- « The zeros of Faber polynomials generated by an m-star », Math. Comp., vol. 65,‎ 1996, p. 151–156 (MR 1325869)
- avec E. B. Saff: « Asymptotics for minimal discrete energy on the sphere », Trans. Amer. Math. Soc., vol. 350,‎ 1998, p. 523–538 (MR 1458327)
- avec P. D. Dragner: « Equilibrium problems associated with fast decreasing polynomials », Proc. Amer. Math. Soc., vol. 127,‎ 1999, p. 1065–1074 (MR 1469419)
- avec S. B. Damelin: « The support of the equilibrium measure in the presence of a monomial external field on [–1,1] », Trans. Amer. Math. Soc., vol. 351,‎ 1999, p. 4561–4584 (MR 1675178)
- (en) Orthogonal Polynomials and Special Functions: Leuven 2002, Erik Koelink, 2003 (lire en ligne), « Riemann-Hilbert analysis for orthogonal polynomials by Arno B. J. Kuijlaars »
- avec Maurice Duits and Man Yue Mo: (en) The Hermitian Two Matrix Model with an Even Quartic Potential, American Mathematical Society, 2012 (lire en ligne)